# Mnium megapolitanum
Mnium megapolitanum là một loài Rêu trong họ Mniaceae. Loài này được (Hedw.) J.F. Gmel. ex P. Beauv. mô tả khoa học đầu tiên năm 1823.